# Christliches Brauchtum

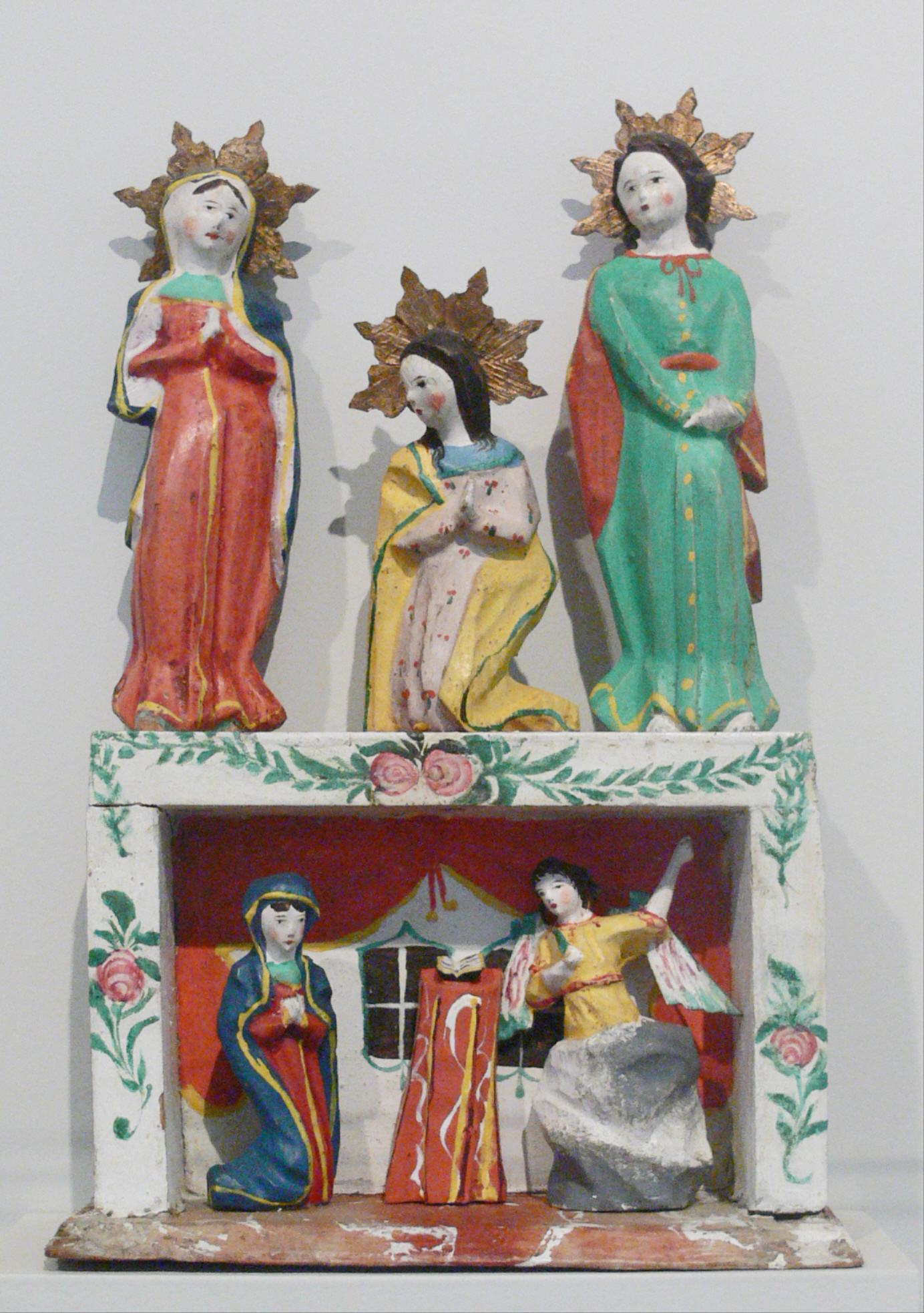
Hausaltärchen aus Oberammergau, 19. Jh.

Christliches Brauchtum ist der Sammelbegriff für Bräuche und Sitten christlichen Ursprungs.

## Merkmale
Brauchtum ist – im Gegensatz zu individuellen Gewohnheiten – gemeinschaftliches Handeln. Es gehört zur Sphäre des kultischen oder festlichen Handelns und ist eine sinnenhafte Ausdrucksform innerer Gegebenheiten, religiöser Sinnzusammenhänge und ethischer Normen im Leben des Einzelnen und der Gemeinschaft. Es umfasst Rituale für die Alltagskultur genauso wie für herausragende Ereignisse. Die Liturgie und ihre Riten werden nicht zum Brauchtum gerechnet.
Die Gemeinsame Synode der Bistümer in der Bundesrepublik Deutschland (1971–1975) sieht „in den religiösen Bräuchen Zeichen des Handelns Gottes und der Antwort des Menschen“.
Bräuche sind geschichtlich gewachsen und geprägt, somit vorgegeben und einer gewissen Sozialkontrolle unterworfen, und geben so Sicherheit im Sozialverhalten. Sie sind in Inhalt und Form verstehbar, im Gegensatz zu Zauber und Magie. Brauchtum ist wandelbar und muss sich veränderter Lebenswirklichkeit anpassen können. Es gibt Elemente des Brauchtums, die weit verbreitet sind, während andere regional begrenzt auftreten.

## Entwicklung christlichen Brauchtums
Das christliche Brauchtum wurzelt historisch gesehen in der Übernahme und Abwandlung jüdischer Bräuche und, nach Überschreitung der Landesgrenzen Palästinas, religiöser Traditionen, Ideen und Praktiken der Antike. War die christliche Kirche in den ersten Jahrhunderten noch zurückhaltend in der Übernahme heidnischer Bräuche, kam es zunehmend zu einer Verchristlichung vorchristlicher Formen.
Im Mittelalter waren Schul-, Zunft- und Ständefeste, die sich am Kirchenjahr orientierten, Anlässe zur Entwicklung von Brauchtum, genauso wie die Liturgie selber und die Formen von Wallfahrt und Prozession, geistlichem Schauspiel, Heiligen- und Marienverehrung sowie das Bruderschaftswesen.
Mit der Reformation setzte eine Brauchkritik ein, die zu einer „Entsinnlichung“ des christlichen Festjahres führte. In der katholischen Kirche wurde ab dem Ende des 18. Jahrhunderts eine Revision emotionaler Volksfrömmigkeit durch Predigt und Katechese mit dem Ziel einer Aneignung von theologischem Wissen eingeleitet.
Im 19. und 20. Jahrhundert wuchs in beiden Konfessionen das Bewusstsein um den Wert eines aufgeklärten Brauchtums, welches als „religiöse Volkskunde“ erforscht wurde. Auch im evangelischen Bereich entstanden Bräuche. Der Adventskranz z. B. wurde 1839 von dem evangelisch-lutherischen Theologen und Erzieher Johann Hinrich Wichern eingeführt.
Die Situation in der Gegenwart ist ambivalent. Geschichte, Tradition und Brauch werden abgelehnt, während an anderer Stelle wachsendes Interesse an religiösem Brauchtum, Sinn und Form bei der Suche nach der eigenen Identität zu beobachten ist. Bei manchen Bräuchen ist das Wissen um den religiösen Ursprung nahezu verloren gegangen, wie Karneval oder Halloween.

## Bereiche des christlichen Brauchtums

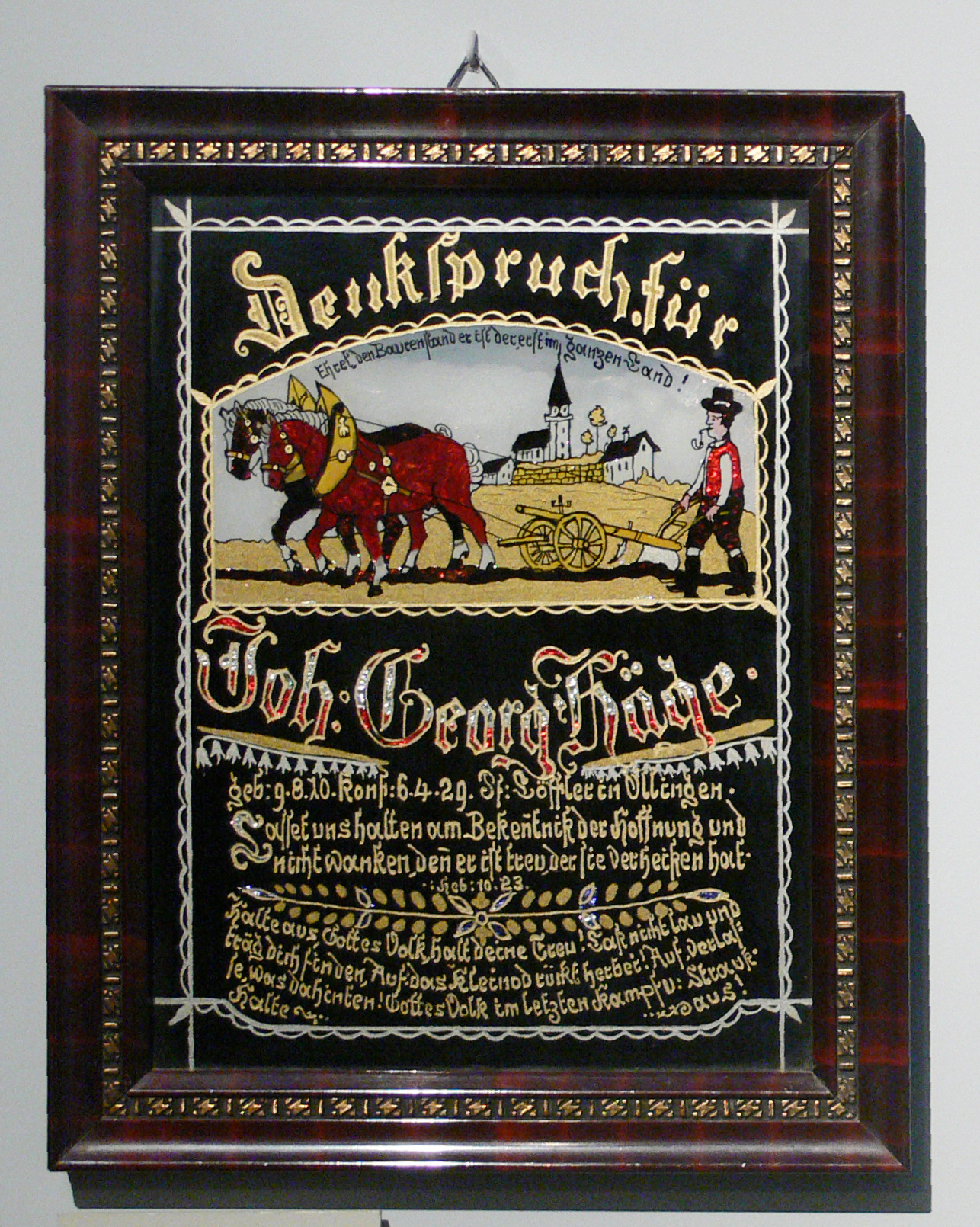
Hinterglasbild mit Denkspruch zur Erinnerung an die Konfirmation, 1929

Manche Bräuche bildeten sich im Umfeld von Festen und der Spendung von Sakramenten. Die Ausdrucksformen der liturgischen Feier selbst gelten nicht als Brauchtum.
Christliche Grundbräuche:
- Gebet: Morgengebet, Abendgebet, Tischgebet
- Segen: eucharistischer Segen, Wettersegen, Flursegnung
- Kreuz: Kruzifix, Kreuzwegandacht, Kreuzzeichen
- Weihrauch, Glocken

Im Laufe des Lebens:
- Taufe: Taufwasser, Taufkleid
- Firmung bzw. Konfirmation
- Geburtstag, Namenstag, Hochzeitstag
- Hochzeit: Segnung der Ringe
- Primiz
- Sterbebräuche, Bestattungskultur: Begräbnisfeier, Friedhof, Leichenschmaus, Sterbebilder, Totenwache, Totenbildchen, Totengebet, Sieben Fußfälle

Im Laufe eines Kirchenjahres:

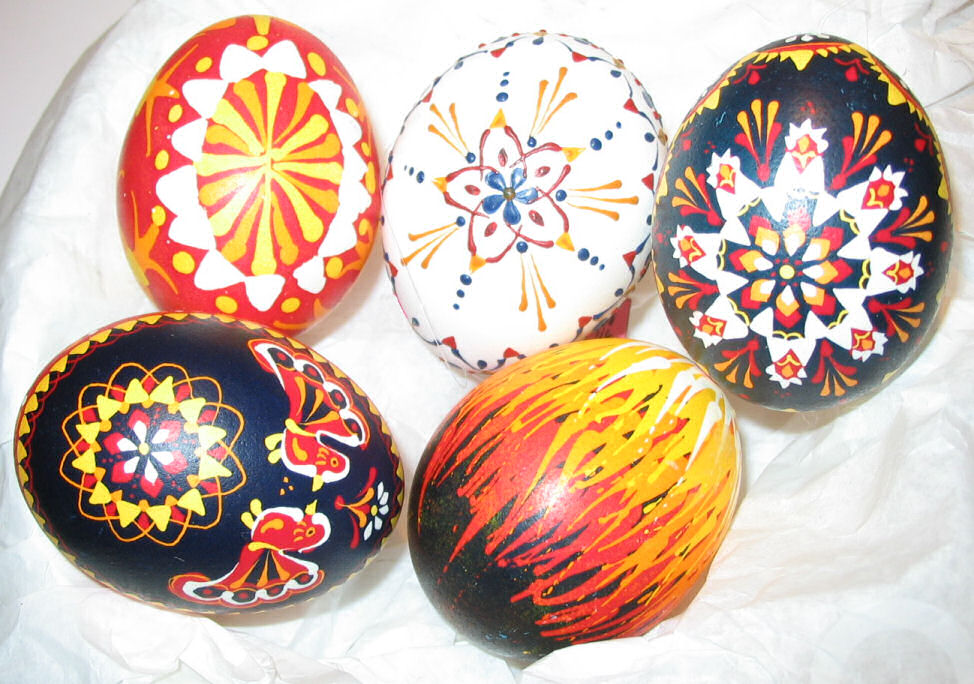
Ostereier

- Advent: Adventskalender, Adventskranz, Nikolaus, Herbergssuche, Rorate, Schwibbogen
- Weihnachten: Christbaum, Christkind, Fatschenkind, Krippe, Krippenspiel, Krippenlegung, Paradeisl (Paradiesbaum)
- Silvester
- Dreikönigsfest: Sternsingen
- Fasching/Karneval/Fastnacht: Rosenmontag, Rosensonntag
- Fastenzeit
- Karwoche: Palmsonntag, Palmzweig, Palmesel, Gründonnerstag, Ölbergstunde, Ölbergspiel, Karfreitag, Passionsgeschichte, Passionsspiel, Triduum Sacrum
- Ostern: Osterei, Osterfeuer, Osterhase, Osterkerze, Osterlamm, Osterwasser, Osterbrunnen, Osterlachen, Speisensegnung
- Christi Himmelfahrt: Bitttage, Öschprozession
- Pfingsten
- Fronleichnam
- Erntedankfest, Kirchweihfest
- Allerseelen: Allerseelenablass

Katholisches Brauchtum:

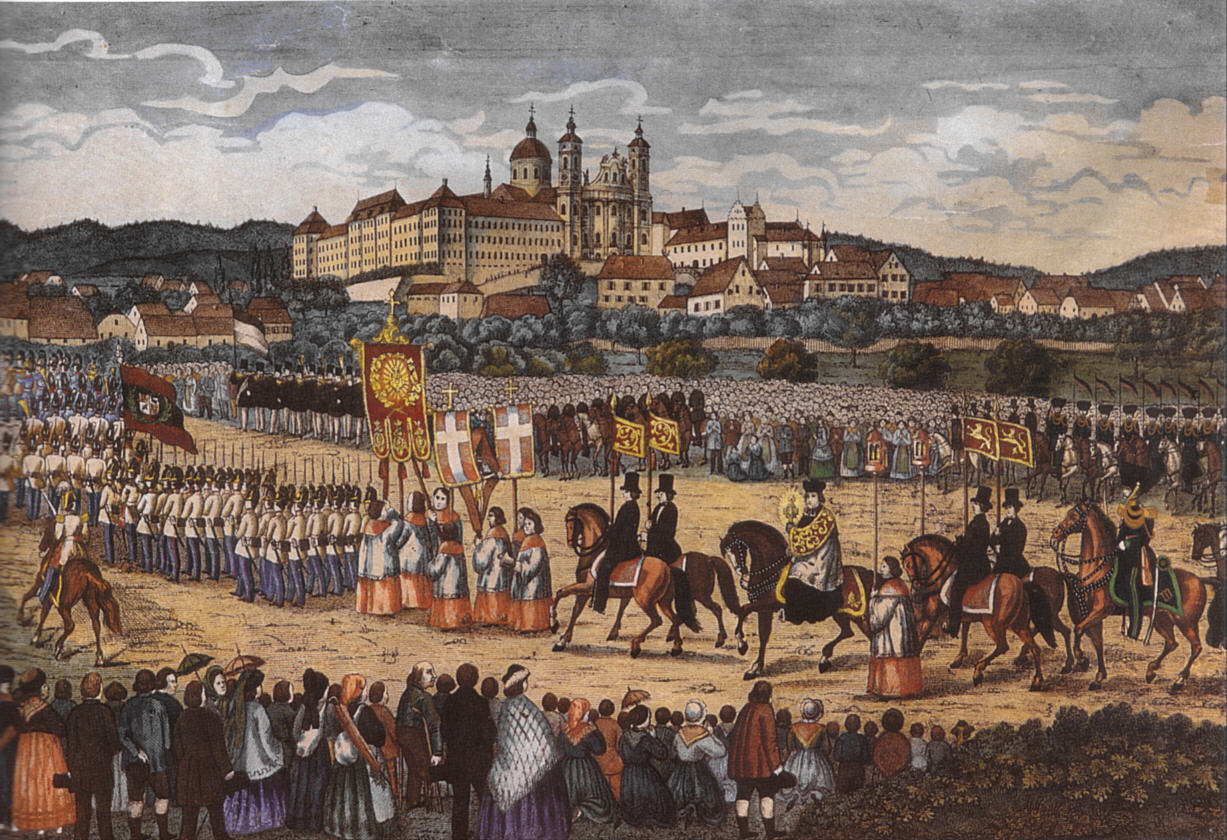
Reiterprozession „Blutritt“ in Weingarten, 1865

- Ewige Anbetung, Herz-Jesu-Verehrung,  Prozessionen, Reliquienverehrung, Rosenkranz, Schutzengel, Devotionalien
- Maria: Frauendreißiger, Kräuterweihe, Maiandacht
- Heiligenverehrung: Barbarazweig, Bartholomäustag, Blasiussegen, Florian, Georgiritt, Leonhardifahrt, Luciafest, Martinstag, Valentinstag
- Bruderschaften: Gut-Tod-Bruderschaften, Rosenkranzbruderschaft, Skapulierbruderschaft
- Wallfahrt, Bittprozessionen, Votivbilder, Votivgabe
- Bildstock, Marterl, Benediktussegen, Arma-Christi-Kreuz
- Hausaltar, Herrgottswinkel, Weihwasserbehälter, Agathazettel
- Schabfigur

Orthodoxes Brauchtum:
- Artoklasia
- Große Wasserweihe
- Wardawar

In der Gemeinde:
- Maibaum, Johannisfeuer